# OS X 10.8
OS X 10.8 (Mountain Lion) je nástupce operačního systému Mac OS X 10.7 (Lion). Na rozdíl od předchozích verzí Mac OS X se OS X Mountain Lion označuje pouze OS X a Mac se v jeho oficiálních názvech vynechává. Systém byl představen 16. února 2012 na oficiálních stránkách společnosti Apple. Datum jeho uvedení bylo ohlášeno na léto 2012, což je nezvykle brzy v porovnání s četností nových systémů dříve, které byly představovány většinou po 18 měsících od poslední verze. Mezi Mountain Lion a Lion je tak pouze roční mezera, která kopíruje interval mezi verzemi systému iOS.

## Novinky
Novinky systému se soustředí především na sblížení se systémem iOS pro mobilní telefony iPhone, přehrávače iPod Touch a tablety iPad. Díky tomu se v Mountain Lion výrazně integruje iCloud, služba, která obsah uživatele automaticky synchronizuje mezi všemi jeho zařízeními a představují se aplikace, které se jmenují a i graficky odpovídají aplikacím dříve známým z iOS.

### Výčet novinek a změn v systému
- Nová aplikace: Game Center[5] propojené s Game Center na iOS a synchronizované s iCloud
- Notifikační centrum s podporou aplikací třetích stran
- Nová aplikace: Zprávy pro posílání iMessage[6] a synchronizaci zpráv skrze iCloud
- Nová aplikace: Poznámky synchronizované skrze iCloud[7]
- Automatická synchronizace dokumentů skrze iCloud (při ukládání dokumentů v aplikaci, která podporuje synchronizaci iCloud, může uživatel rozhodnout, zda chce dokument uložit na disk, či do iCloud)
- Vlastní aplikace pro připomínky s podporou synchronizace s iCloud[8]
- VIP osoby pro aplikaci Mail, Mail se zbavuje se podpory RSS[9]
- Safari má jen jedno univerzální adresní a vyhledávací pole, umožňuje ukládat Seznam četby na disk pro čtení offline a synchronizaci otevřených záložek skrze iCloud, Safari se zbavuje se podpory RSS[10]
- Launchpad nyní obsahuje pole pro rychlé hledání aplikace[11]
- Výběr Widgetů na Dashboard[12] je nyní také v provedení Launchpad
- Software Update byl zrušen a aktualizace systému se nyní instalují z Mac App Store[13] stejně jako aktualizace aplikací na Mac App Store koupených
- Běhové prostředí X11 už není součástí systému a místo toho jsou uživatelé odkázáni na Open Source projekt XQuartz[14]
- Zrcadlení obrazu skrze AirPlay protokol[15]
- Integrace Twitteru a tlačítek sdílení (vlastnost přejatá z iOS)[15]
- iCal byl přejmenován jednoduše na kalendář[16]
- Adresář přejmenován na Kontakty[17]
- iChat byl zrušen a nahrazen Zprávami
- Gate Keeper - systémová funkce, která umožňuje stanovit z jakých zdrojů bude možné aplikace spouštět.[18]